# Tony Chursky
Tony Chursky (ukr. Антон Чурський, ur. 13 czerwca 1953 roku w New Westminster, w prowincji Kolumbia Brytyjska, Kanada) – kanadyjski piłkarz pochodzenia ukraińskiego, występujący na pozycji bramkarza.

## Kariera piłkarska

### Kariera klubowa
Wychowanek klubów Vancouver Croatia i Vancouver Spartans oraz drużyny Simon Fraser University, gdzie uczył się. W 1976 rozpoczął karierę piłkarską w klubie Seattle Sounders, który występował w North American Soccer League. W styczniu 1979 został piłkarzem California Surf, skąd przeniósł się do Chicago Sting. Następnego roku przeszedł do Toronto Blizzard. Zakończył karierę piłkarską grając w futsal w Tacoma Stars.

### Kariera reprezentacyjna
W latach 1973–1981 bronił barw narodowej reprezentacji Kanady. Jako 19-latek debiutował w meczu przeciwko Polski. Łącznie rozegrał 19 meczów.

## Życie prywatne
Po zakończeniu kariery piłkarskiej wykładał i trenował studencką drużynę w Charles Wright Academy w Tacoma w stanie Waszyngton. Pracował również jako nauczyciel języka angielskiego w ENS (Emirates National School).

## Sukcesy i odznaczenia

### Odznaczenia
- wniesiony do Soccer Hall of Fame: 2005